# Šebastovce
Šebastovce (slk. Šebastovce) je gradska četvrt Košica, u okrugu Košice IV, u Košičkom kraju, Slovačka.

## Stanovništvo
Prema podacima o broju stanovnika iz 2014. godine gradsko naselje je imalo 702 stanovnika.

## Vanjske poveznice
- Šebastovce (sl.)